# Oberea kostini
Oberea kostini es una especie de escarabajo longicornio del género Oberea, subfamilia Lamiinae. Fue descrita científicamente por Danilevsky en 1988.
Se distribuye por Kazajistán y Rusia. Mide 13-16,5 milímetros de longitud. El período de vuelo de esta especie ocurre en los meses de junio y julio.
Parte de la dieta de Oberea kostini se compone de plantas de la familia Caprifoliaceae.